# Anthenea australiae
Anthenea australiae är en sjöstjärneart som beskrevs av Doderlein 1915. Anthenea australiae ingår i släktet Anthenea och familjen Oreasteridae. Inga underarter finns listade i Catalogue of Life.